# Красновская волость (Олонецкая губерния)
Красновская волость — историческая административно-территориальная единица (волость) в составе Пудожского уезда Олонецкой губернии Российской Империи и РСФСР. Волость состояла из 20 населённых пунктов. Волостное правление располагалось в селении Шеина на реке Онеге.
Упразднена в 1927 году.
В настоящее время территория Красновской волости относится в основном к Плесецкому району Архангельской области.

## География
Самым удалённым от волостного правления поселением было Шардозерская (88 вёрст.

## История
В 1785 году Красновская волость перешла из Каргопольского уезда в состав вновь образованного Пудожского уезда — с пятилетним перерывом (в период царствования Павла I) до 1922 года.
Декретом ВЦИК от 18 сентября 1922 года Олонецкая губерния была упразднена и волость включена в состав Вологодской губернии.
В ходе реформы административно-территориального деления СССР в 1927 году Красновская волость была упразднена.

## Состав

### Сельские общества
В состав волости входили сельские общества, включающие 20 деревень: 
- Красновское общество
- Ундозерское общество

### Насёленные пункты
| Красновское общество         |       |         |       |               |
| Поселение                    | Семей | Человек | До ВП | Школа         |
| Подкорельская при реке Онеге | 46    | 272     | 7     | Есть          |
| Иванова при реке Онеге       | 23    | 117     | 5     | В 2 верстах   |
| Гавриловская при реке Онеге  | 32    | 170     | 4,5   | В 2,5 верстах |
| Глуходворская при реке Онеге | 16    | 87      | 4     | В 2 верстах   |
| Спирова при реке Онеге       | 19    | 100     | 2,5   | В 1,5 верстах |
| Труфановская при реке Онеге  | 23    | 129     | 1     | В 1 версте    |
| Шуриньга при реке Онеге      | 80    | 510     | 1     | Есть          |
| Шеина при реке Онеге         | 44    | 246     | 0     | В 1 версте    |
| Агафоновская при реке Онеге  | 9     | 54      | 3     | В 3 верстах   |
| Лопякова при реке Онеге      | 8     | 40      | 3,5   | В 3,5 верстах |
| Тишина при реке Онеге        | 7     | 36      | 5     | В 5 верстах   |
| Итого                        | 307   | 1761    |       | 3             |

| Ундозерское общество                       |       |         |       |              |
| Поселение                                  | Семей | Человек | До ВП | Школа        |
| Шардозерская при озере Шардозере           | 3     | 29      | 88    | В 32 верстах |
| Черневская при озере Черневе               | 9     | 46      | 83    | В 27 верстах |
| Скарлахта (Наволок) при озере Ундозере     | 26    | 159     | 63    | В 7 верстах  |
| Гороховская при озере Ундозере             | 22    | 122     | 57    | В 1 версте   |
| Мезенская при озере Ундозере               | 10    | 51      | 58    | В 2 верстах  |
| Погоская (Кулакова) при озере Ундозере     | 10    | 42      | 56    | Есть         |
| Максимовская (Большая) при озере Кармозере | 27    | 142     | 43    | В 0,5 версты |
| Кармозерская (Кобина) при озере Кармозере  | 23    | 135     | 43    | Есть         |
| Курлаевская при озере Кармозере            | 12    | 65      | 42    | В 1 версте   |
| Итого                                      | 142   | 791     |       | 2            |

## Население
На 1890 год численность населения волости составляла 2321 человек.
На 1905 год численность населения волости составляла 2552 человека. Из них мужчин 1252, женщин 1300. Крестьян среди них 2527 (1239 муж / 1288 жен), некрестьянского населения 2527 (13 муж / 12 жен).
Самое многочисленное — Шуриньга (510 жителей), самое малолюдное — тоже Шардозерская (29 жителей).

## Инфраструктура
Личное подсобное хозяйство с зоной сельскохозяйственного использования, индивидуальная застройка усадебного типа. На 1905 год в волости насчитывалось 479 домов и 449 семей из 2552 человек. В среднем на каждый крестьянский дом (семью) приходилось по 5,3 (5,7) человек.
Основа экономики — сельское хозяйство. На 1905 год в волости насчитывалось 507 лошадей, 706 коров и 997 голов прочего скота.
В волости в 1905 году было 5 школ в селениях Подкорельская, Шуриньга, Погоская (Кулакова) и Кармозерская (Кобина). В среднем на 510 человек приходилась 1 школа. Дальше всего до школы было добираться из селения Шардозерская (32 версты). В пределах пяти вёрст от ближайшей школы находилось 16 поселений общей численностью 2282 жителя (89,42 %).